# Crawford Vaughan

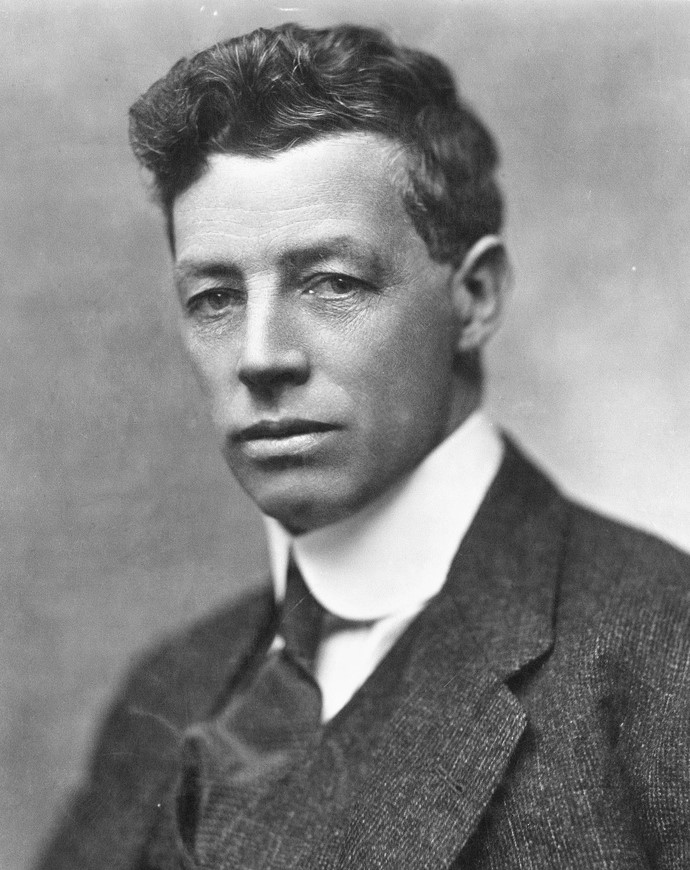
Crawford Vaughan (1910)

Hon. Crawford Vaughan (* 14. Juli 1874 in Adelaide, South Australia; † 15. Dezember 1947 in Sydney, New South Wales) war ein Politiker der Australian Labor Party (ALP) und später der National Party, der unter anderem von 1905 bis 1918 Mitglied des South Australian House of Assembly sowie von 1915 bis 1917 Premierminister von South Australia war. 

## Leben

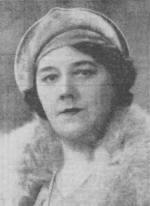
In zweiter Ehe heiratete er 1934 Millicent Preston-Stanley, die zwischen 1925 und 1927 als erste Frau der New South Wales Legislative Assembly angehörte.

Crawford Vaughan, Sohn des Beamten Alfred Vaughan, versuchte dreimal erfolglos, in ein Mandat zu erhalten, bevor er 1904 der United Labor Party beitrat.  Bei der Wahl am 27. Mai 1905 wurde er für diese im Mehrpersonen-Wahlkreis Torrens als Nachfolger von John Darling Jr. erstmals zum Mitglied der South Australian House of Assembly gewählt, des Unterhauses des Parlaments von South Australia, und vertrat diesen Wahlkreis bis zu dessen Auflösung am 26. März 1915. Er fungierte zeitweilig als Präsident der United Labor Party sowie Parlamentarischer Geschäftsführer (Whip) von deren Fraktion in der Legislativversammlung. Am 3. Juni 1910 wurde Vaughan in die Regierung von Premier John Verran berufen und bekleidete in dieser bis zum 17. Februar 1912 die Ämter als Schatzminister (Treasurer) sowie als Minister für Ländereien der Krone und Einwanderung (Commissioner of Crown Lands and Immigration). Bekannt für seine administrativen Fähigkeiten, wurde Vaughan nach Verrans Rücktritt am 26. Juli 1913 ohne Gegenkandidaten zum Vorsitzenden der United Labor Party gewählt und übernahm als solcher zugleich die Funktion als Oppositionsführer im House of Assembly. Er war aufgrund seines Angestelltenhintergrunds bei der Mittelschicht beliebt und führte die Opposition gegen Premier Archibald Peake an.

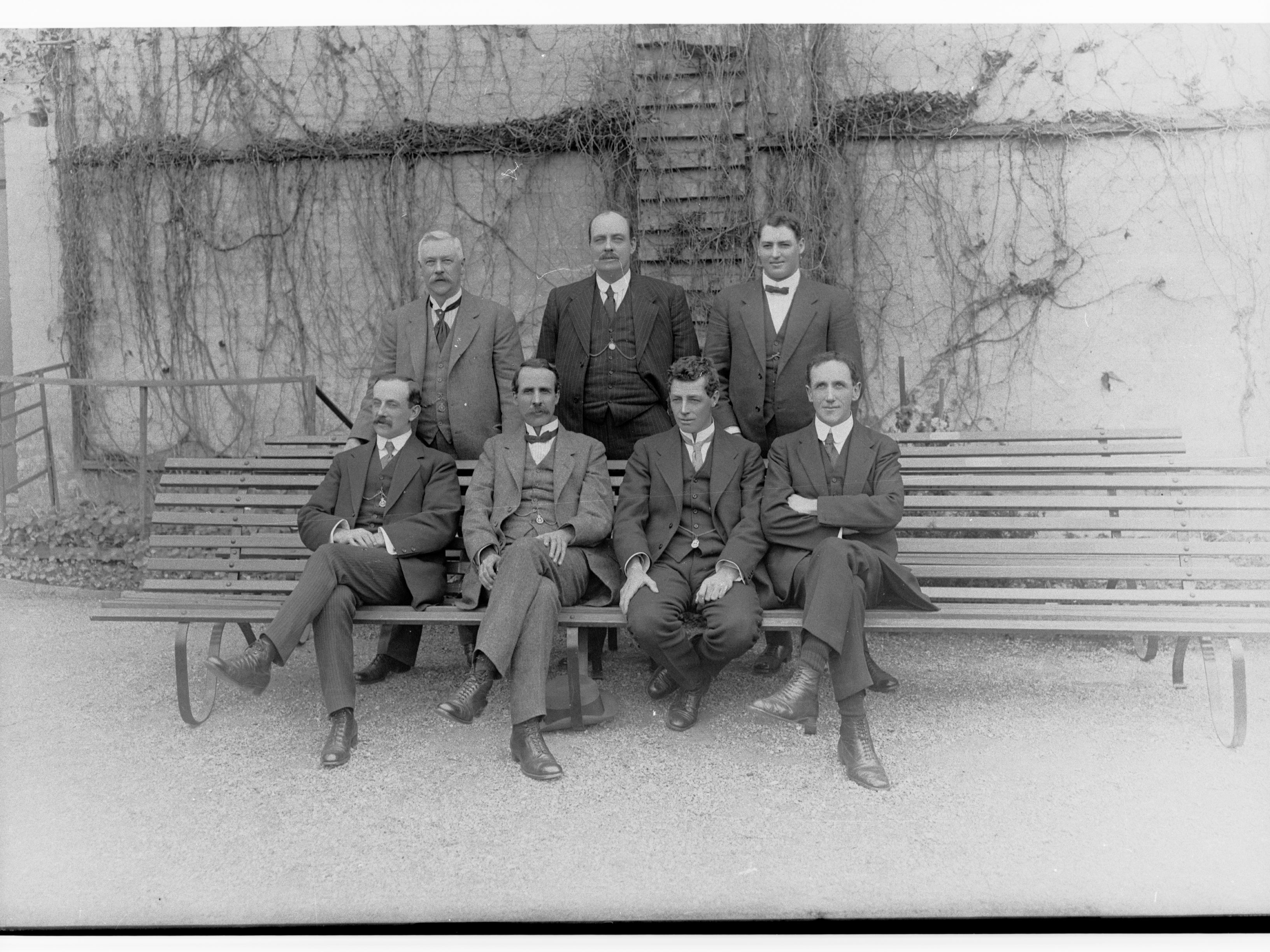
Minister der Regierung Vaughan (1915)

Als Spitzenkandidat führte Vaughan die Labor Party bei den Wahlen am 27. März 1915 zum Sieg. Dabei erhielt die Partei aufgrund des Wahlsystems mit 153.034 Stimmen (45,9 Prozent) 26 der 46 Sitze in der Legislativversammlung und damit zehn Sitze mehr als zuvor, während die bislang regierende Liberal Union von Premier Peake trotz des besseren Stimmergebnisses von 171.993 Stimmen (51,58 Prozent) vier Sitze verlor und nur noch mit 20 Abgeordneten vertreten war. Daraufhin wurde Vaughan am 3. April 1915	neuer Premierminister von South Australia, während Peake die Funktion des Oppositionsführers übernahm. Vaughan, der bei der Wahl am 27. März 1915 im neu geschaffenen Mehrpersonen-Wahlkreis Sturt wieder zum Mitglied der Legislativversammlung gewählt wurde, übernahm in seiner Regierung vom 3. April 1915 bis zum 14. Juli 1917 zugleich wieder das Amt des Schatzministers sowie ferner als Bildungsminister (Minister of Education). Unter seiner Regierung wurde das Bildungssystem des Bundesstaates erheblich verbessert, während gleichzeitig auch die Rechte für Frauen und Arbeitnehmer verbessert wurden. Das zunehmende Haushaltsdefizit und Vaughans Mäßigung sowie seine Zustimmung zur Wehrpflicht in Australien führten dazu, dass er als illoyal gegenüber seiner Partei verurteilt wurde.
Vaughan und seine Verbündeten trennten sich daraufhin von der United Labor Party und gründeten im Juni 1917 die National Labour Party (die spätere National Party), wodurch der Einfluss der Labor Party in der Mittelschicht für viele Jahre beendet und die Labor-Mehrheit zerstört wurde. Vaughan versuchte als Premier eine liberal-nationale Koalition mit der Liberal Union von Peake zu bilden, unterlag jedoch Peake, der am 14. Juli 1917 zum dritten Mal Premier wurde. Er selbst übernahm daraufhin am 14. Juli 1917 wieder die Funktion als Oppositionsführer, die er bis zu seiner Ablösung durch Andrew Kirkpatrick am 14. September 1917. Während der Wahlen am 6. April 1918 hielt er auf Einladung einer Präsidentenkommission Vorträge in den Vereinigten Staaten und verlor dadurch seinen Sitz für den Wahlkreis Sturt, der daraufhin von Arthur Blackburn für die National Party eingenommen wurde. Er blieb zwei Jahre in den Vereinigten Staaten, bevor er nach Sydney zurückkehrte, um dort zu leben, wo er vor seinem Tod zweimal erfolglos versuchte, in die Politik von New South Wales einzusteigen. Zuletzt war er zwischen 1936 und 1938 Ehren-Sekretär der Britisch-Amerikanischen Gesellschaft für Zusammenarbeit (British-American Co-operation).
Vaughan war zwei Mal verheiratet. In erster Ehe war bis zu deren Tod 1927 mit Evelyn Maria Goode verheiratet. In zweiter Ehe heiratete er 1934 Millicent Preston-Stanley (1883–1955), die zwischen 1925 und 1927 als erste Frau der New South Wales Legislative Assembly angehörte, dem Unterhaus des Parlaments von New South Wales.

## Hintergrundliteratur
- F. S. Wallis: Labour’s Thirty Years Record in South Australia, Adelaide, 1923
- S. Weeks: The Relationship Between the Australian Workers’ Union and the South Australian Labor Party, 1908–1918, B.A. Thesis, Flinders University, 1981